# Sivatagi lappantyú
A sivatagi lappantyú vagy egyiptomi lappantyú (Caprimulgus aegyptius) a madarak (Aves) osztályának a lappantyúalakúak (Caprimulgiformes) rendjéhez, ezen belül a lappantyúfélék (Caprimulgidae) családjához tartozó faj.

## Előfordulása
Afganisztán, Algéria, Bahrein, Csád, az Egyesült Arab Emírségek, Egyiptom, Irán, Irak, Izrael, Jemen, Jordánia, Kazahsztán, Kuvait, Líbia, Mali, Mauritánia, Marokkó, Nigéria, Omán, Pakisztán, Katar, Szaúd-Arábia, Szenegál, Szudán, Tádzsikisztán, Tunézia, Türkmenisztán, és Üzbegisztán területén honos. Kóborlásai során eljut Kínába, Dániába, Eritreába, Németországba, Olaszországba, Máltára, Nigerbe, Szomáliába, Svédországba, Szíriába, Togóba és az Egyesült Királyságba is.

## Alfajai
- Caprimulgus aegyptius aegyptius
- Caprimulgus aegyptius arenicolor
- Caprimulgus aegyptius saharae

## Megjelenése
|  |